# Sinem Kobal

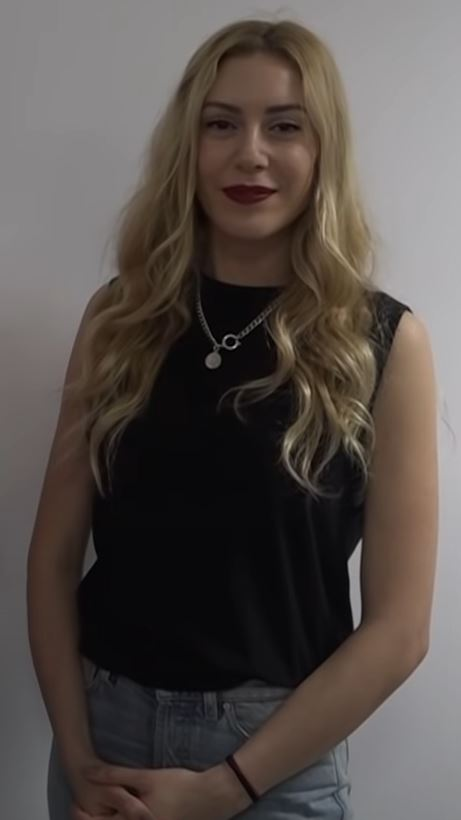
Sinem Kobal

Sinem Kobal (* 14. August 1987 in Istanbul) ist eine türkische Schauspielerin und Model.

## Leben und Karriere
Kobal wurde am 14. August 1987 in Istanbul geboren. Ihr Debüt als Kinderdarstellerin gab sie 2001 in der Fernsehserie Dadı. Sie studierte an der Beykent Üniversitesi. Außerdem spielte sie in den Filmen Romantik Komedi und Romantik Komedi 2: Bekarlığa Veda mit. 2016 heiratete Kobal den türkischen Schauspieler Kenan İmirzalıoğlu. 2017 bekam sie in Yüz Yüze die Hauptrolle.

## Filmografie
Filme
- 2004: Okul
- 2006: DKAO – Türken im Weltall (Dünyayı Kurtaran Adamın Oğlu)
- 2008: Ayakta Kal
- 2010: Romantik Komedi
- 2013: Romantik Komedi 2: Bekarlığa Veda
- 2015: Yaktın Beni

Serien
- 2001: Dadı
- 2003: Hurrem Sultan
- 2003: Lise Defteri
- 2005: Nefes Nefese
- 2006: Selena
- 2010: Küçük Sırlar
- 2014: Gönül İşleri
- 2015: Analar ve Anneler
- 2017: Yüz Yüze